# Globes
Globes (hebrejsky גלובס) je hebrejský psaný deník vycházející v Izraeli od roku 1990.
Byl založen roku 1990 jako ekonomický deník, inspirovaný listem Financial Times. Prvním šéfredaktorem byl Mati Golan, který sem přešel z deníku Haaretz. K roku 1995 byl šéfredaktorem deníku Adam Baruch, vzděláním právník, který předtím zastával řídící posty v deníku Jedi'ot achronot a Ma'ariv. Společně s deníkem Telegraf založeným roku 1993 (zanikl po několika letech) šlo o nová periodika určená pro ekonomicky vzdělané čtenáře. V obou případech šlo o večerníky, které byly distribuovány předplatitelům přímo do domácnostní nebo na pracoviště. Prodej na novinových stáncích byl jen okrajový. Od roku 1997 má deník i internetovou verzi.